# Gambrus ruficoxatus
Gambrus ruficoxatus là một loài tò vò trong họ Ichneumonidae.